# 岩村一木

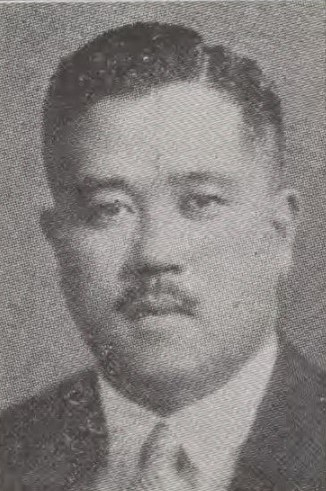
岩村一木

岩村 一木（いわむら ひとき、1894年（明治27年）10月19日 - 1968年（昭和43年）12月16日）は、大正から昭和期の実業家、政治家、華族。貴族院男爵議員。

## 経歴
東京市小石川区、現在の東京都文京区千石2丁目35番地で、貴族院勅選議員・岩村通俊の八男として生まれる。1915年（大正4年）長兄岩村八作の養子となり、その死去に伴い1924年（大正13年）9月1日、男爵を襲爵した。
京北中学校を経て、1917年（大正6年）東京農業大学高等科を卒業。以後、臨時産業合理局過燐酸肥料改善委員会幹事、人造肥料連合会理事、燐酸肥料工業組合常務理事、日本藁工品配給監査役、肥料配給公団総裁、農林水産奨励会副会長などを務めた。
1932年（昭和7年）7月10日、貴族院男爵議員に選出され、公正会に所属して活動し、1947年（昭和22年）5月2日の貴族院廃止まで2期在任した。その他、内閣委員、大東亜省委員、肥料審議会委員などを務めた。

## 親族
- 妻：芳子（三宅猶之丞二女）[1]
- 長男：和俊[1]